# Milan Herak
Milan Herak (Brašljevica, 5. ožujka 1917. – Zagreb, 26. travnja 2015.), hrvatski geolog, paleontolog i akademik.

## Životopis
Redoviti je član Hrvatske akademije znanosti i umjetnosti.